# Metalobosia
Metalobosia is een geslacht van vlinders van de familie spinneruilen (Erebidae), uit de onderfamilie Arctiinae.

## Soorten
- M. anitras Dognin, 1891
- M. atriloba Dognin, 1912
- M. cuprea Schaus, 1896
- M. cupreata Reich, 1933
- M. chalcoela Dognin, 1912
- M. diaxantha Hampson, 1914
- M. ducalis Schaus, 1911
- M. elis Druce, 1885
- M. holophaea Dognin, 1912
- M. invarda Schaus, 1905
- M. postflavida Draudt, 1918
- M. postrubida Rothschild, 1913
- M. similis Draudt, 1918
- M. varda Schaus, 1896